# Ludwig II. (Arnstein)
Ludwig II. von Arnstein (* um 1073; † nach 1117) war von 1084, mit Sicherheit ab 1105 bis 1117 Graf im Einrichgau auf Burg Arnstein und war der Vater des mehrfachen Klostergründers und als Seliger verehrten Ludwig III. von Arnstein, mit dem sein Geschlecht im Mannesstamm ausstarb.

## Leben
Ludwig war Sohn des Ludwig I. von Arnstein und der Jutta († 1099), Tochter von Rutger II. von Kleve. Nach dem frühen Tod seines Vaters verheiratete er zwischen 1090 und 1105 alle seine Schwestern, wodurch unter anderem verwandtschaftliche Beziehungen zu den Häusern Laurenburg, Isenburg und Zutphen entstanden. Ludwig selbst heiratete um 1105 eine Udelhild (Adelheid) von Odenkirchen. Udelhild zog sich nach erlangter Volljährigkeit des Sohnes Ludwig auf die ihr als Morgengabe gehörende Besitzung Odenkirchen zurück. Später lebte sie als Kanonissin und schenkte ihre Erbgüter dem Erzbistum Köln. Sie starb an einem 5. oder 6. Juli 1158 und wurde im Kölner Dom beigesetzt.
Ludwig II. wird wenig in Urkunden erwähnt und wurde zuletzt 1117 bei der Gründung des Klosters Lipporn als zuständiger Graf im Einrichgau genannt. Der Mittelpunkt seiner Grafschaft im Einrichgau lag um den Ort Marienfels, der auch Grafengericht diente. Ludwigs Neffe Rembold III. von Isenburg († um 1160) wurde später, nachdem Ludwig III. von Arnstein seine Stammburg zum Kloster Arnstein umwidmete, der Nachfolger als Graf im Einrichgau. Die Isenburger wiederum verkauften schließlich den Einrichgau an die Grafen von Nassau und Katzenelnbogen, wobei die Isenburger weiterhin einige Vogteirechte im Einrichgau behielten.

## Familie
Von Ludwig und Udelhild sind ein Sohn und eine Tochter bekannt:
- Ludwig III. (* 1109; † 28. Oktober 1185), 1120–1139/40 Graf von Arnstein, Graf im Einrichgau, Klostergründer, ⚭ Guda von Bomeneburg (Emichonen)
- Udelhild (* vor 1120), ⚭ Gerhard († nach 1171) Graf von Nürings, Gründer des Klosters Retters